# 喻思恂
喻思恂（1575年—1647年），字川石，號醒拙，四川荣昌县人。明朝政治人物。

## 生平
萬曆四十三年（1615年）乙卯科四川鄉試第五十七名舉人，四十四年（1616年）联捷丙辰科三甲二百九名進士。户部觀政，次年授柏乡知县，四十八年調枣强县，天啓二年（1622年）行取考选为山西道监察御史，本年给假。三年復補原职，四年巡视漕运。天启四年（1642年），与魏大中等多次上疏抨击魏忠贤，被严旨斥责，愤然辞职。
崇祯帝即位，魏党败，喻思恂复任山西道御史，巡查长芦盐政。崇祯三年（1630年）掌河南道印，四年升太仆寺少卿，管京营，六年升浙江巡抚右佥都御史。明末，升南京兵部右侍郎，致仕归。崇祯十七年（1644年），张献忠大军入川，喻思恂逃往贵州，为永历朝兵部尚书，与王应熊、文光等力图恢复，不久病卒，葬贵阳。

## 家族
曾祖喻茂堅，刑部尚書。祖喻祯，贈知縣。父喻應台，黎平知府、贈太僕寺少卿。